# Диснейленд со смертной казнью

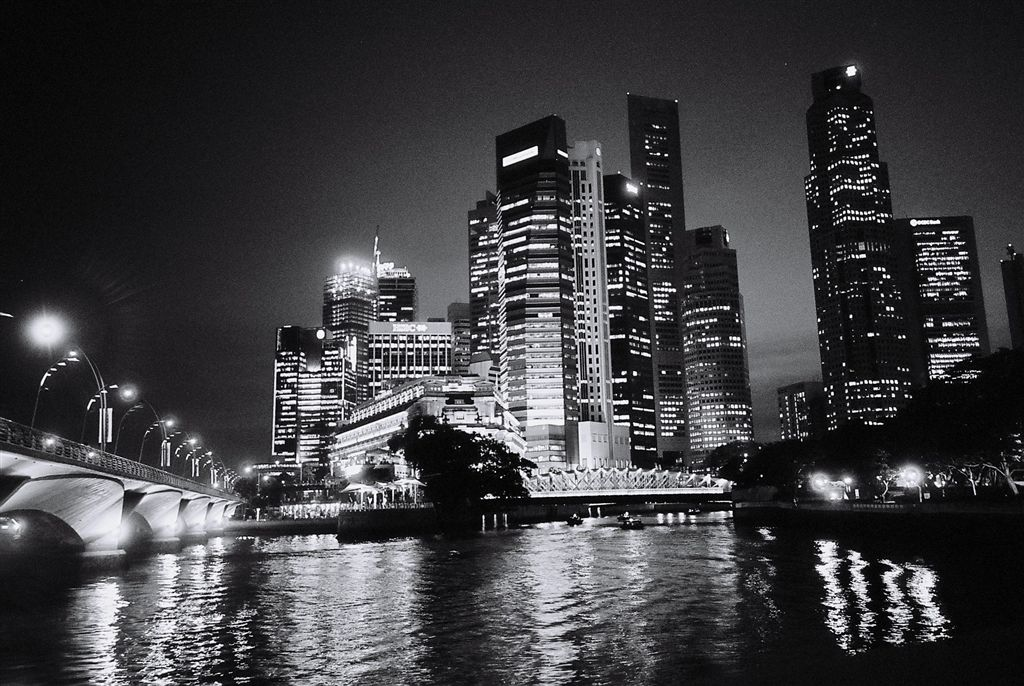
Ночной Сингапур. 2005 год

«Диснейленд со смертной казнью» (англ. Disneyland with the Death Penalty) — статья американского писателя Уильяма Гибсона о Сингапуре, его первая значительная работа в публицистике. Опубликована как статья номера в журнале «Wired» за сентябрь — октябрь 1993 года.
В статье приведены наблюдения писателя по архитектуре, феноменологии и культуре Сингапура. Во время пребывания Гибсона в Сингапуре, последний произвёл на автора впечатление чистого, скучного и конформистского города. Название статьи и её главная метафора — «Диснейленд со смертной казнью» — отсылают к авторскому видению Сингапура как государства c авторитарной подкладкой. По мнению Гибсона, Сингапуру не хватает духа творчества и естественности, здесь отсутствуют следы его истории и неформальной культуры. Он посчитал правительство всепроникающим, корпоративным и технократическим, а судебную систему — негибкой и драконовской. Сингапурцев он охарактеризовал как общество потребителей с отсутствием вкуса. Чтобы добавить драматизма своим наблюдениям, он иллюстрировал их местными новостями о судебных заседаниях по уголовным делам и привёл контрастные описания разных аэропортов Юго-Восточной Азии в начале и в конце статьи.
Несмотря на то, что это была первая значительная работа Гибсона в публицистике, статья получила мгновенный и продолжительный резонанс. Из-за этой публикации сингапурское правительство запретило журнал «Wired», а фраза «Диснейленд со смертной казнью» стала прозвищем для мягкого авторитаризма Сингапура, от которого город-государство достаточно долго не может избавиться.

## Содержание статьи
В Сингапуре всё ориентировано на экономику. Представьте себе азиатскую версию Цюриха, который функционирует изолированно у подножия  Малайзии. Богатый мирок, среди жителей которого чувствуешь себя так же хорошо, как в Диснейленде. В Диснейленде со смертной казнью.
Название «Диснейленд со смертной казнью» отсылает к предмету статьи — городу-государству в Юго-Восточной Азии, где строгость, с которой поддерживается чистота, описана Гибсоном с ужасом. Статья начинается с метафоры о Диснейленде, далее Гибсон цитирует наблюдение Лори Андерсон, что виртуальная реальность «никогда не будет выглядеть настоящей, пока люди не научатся добавлять в неё немного грязи». Это утверждение относилось к безупречной чистоте в аэропорту Чанги. Помимо описания аэропорта, автор отмечает, что природная среда также слишком окультурена, и приводит в пример многочисленные поля для гольфа. Сингапурское общество производит «безжалостное пуританское впечатление», население контролируется правительством, которое больше похоже на мегакорпорацию. В обществе прочно укоренились конформизм и боязнь нарушить нормы поведения, не развиты чувство юмора и способность к творчеству.

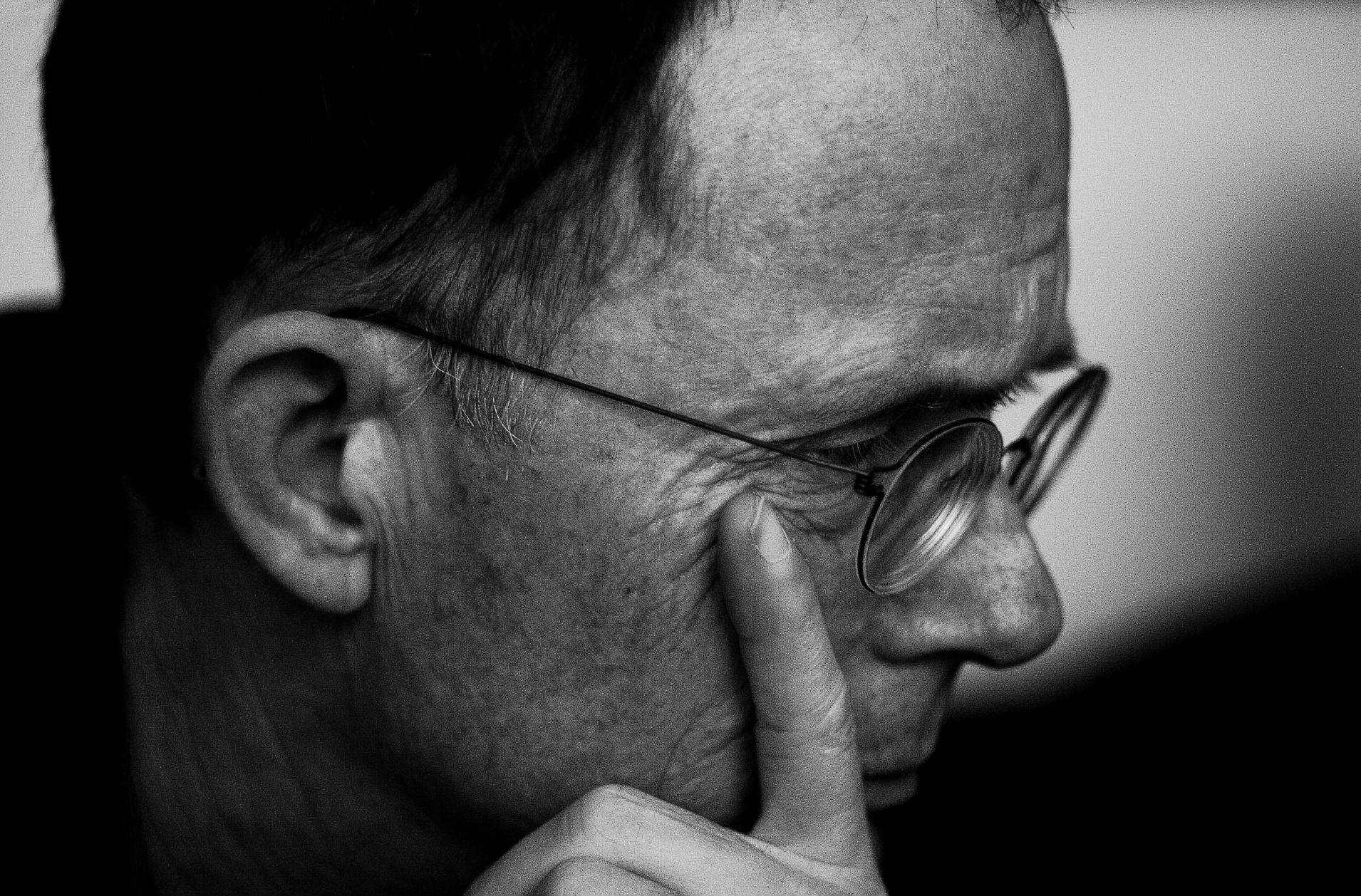
Уильям Гибсон. Фотография 2008 года

Гибсону тяжело найти связи между современным и викторианским Сингапуром, от которого мало что осталось. Пытаясь найти скрытые сингапурские социальные механизмы, автор напрасно искал присутствие городского духа. Во время утренних прогулок, обусловленных вынужденным бодрствованием из-за разницы часовых поясов, он выяснил, что физическое прошлое города-государства почти полностью исчезло. Гибсон приводит краткий обзор истории Сингапура, начиная от основания города в 1819 году Стэмфордом Раффлзом, затем японскую оккупацию и установление республики в 1965 году.
Он приходит к выводу, что современный Сингапур представляет собой фактически однопартийное государство и капиталистическую технократию, прежде всего и главным образом в результате деятельности его премьер-министра Ли Куан Ю, который занимал эту должность тридцать лет. Между делом он цитирует заголовки издания South China Morning Post, в котором подробно описывался суд над экономистом, чиновником и редактором газеты за раскрытие государственной тайны об экономическом росте Сингапура.

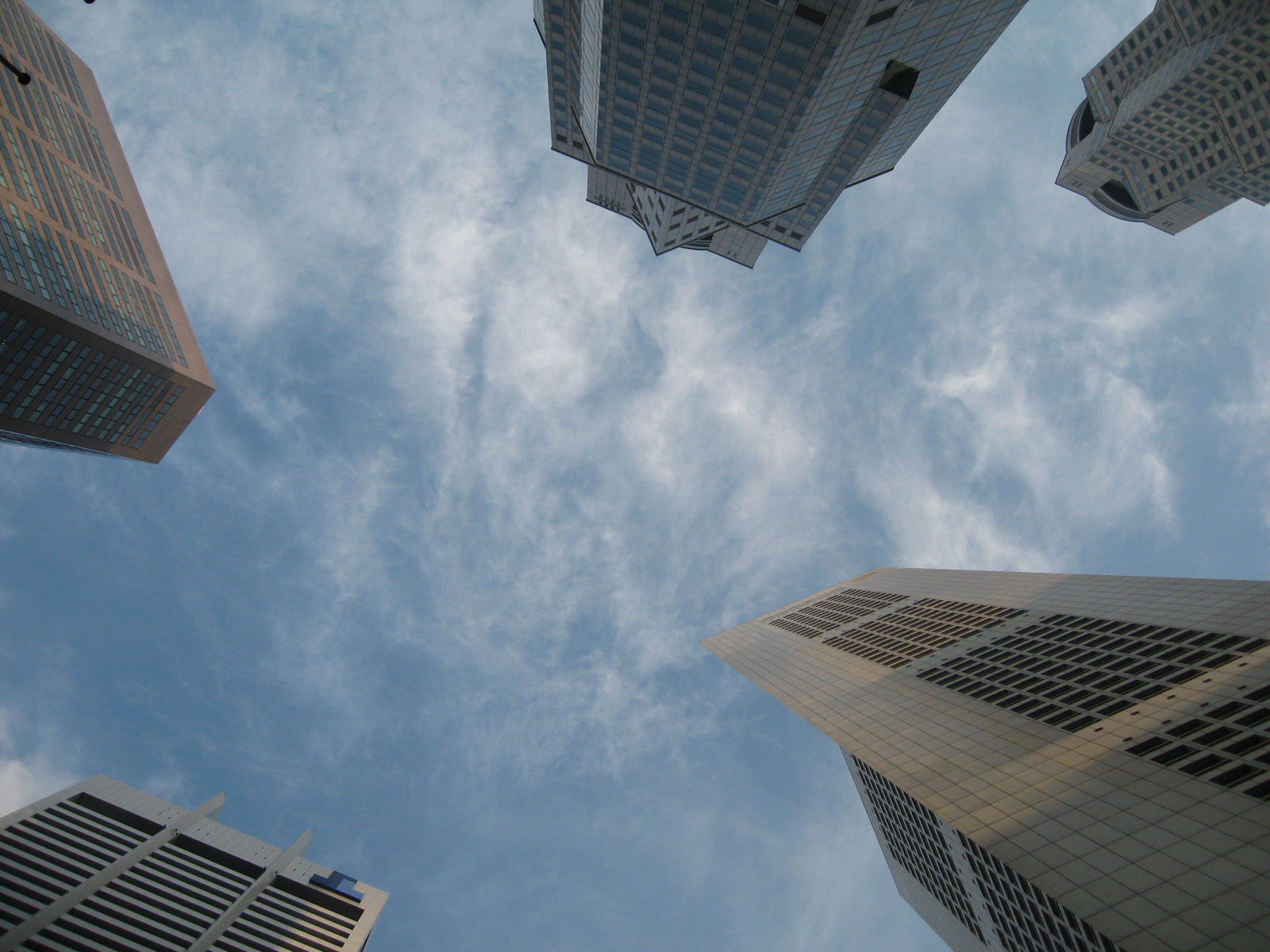
Небоскрёбы на площади Раффлза в деловом центре города, август 2006 года. Гибсон считает, что из-за отсутствия контркультуры или андеграунда Сингапуру не хватает ощущения подлинного города

Гибсон выражает сожаление по поводу отсутствия подлинного городского духа, того, что он описывает как «способность к творчеству». Он даёт психогеографический обзор архитектуры города-государства, а также отмечает бесконечную череду молодых, привлекательных и однообразно одетых представителей среднего класса в холлах торговых центров Сингапура и сравнивает город-государство с большим конференц-центром где-нибудь в Атланте. Он бескомпромиссно считает подбор музыкальной и книжной продукции в магазинах «никаким», размышляя, есть ли в этом частичная вина Отдела нежелательной пропаганды, одной из нескольких государственных организаций, отвечающих за цензуру. Ввиду почти полного отсутствия богемности и контркультуры Гибсону не удается найти следов инакомыслия, андеграунда или трущоб. Вместо публичных домов — санкционированные правительством «центры здоровья» (в действительности массажные салоны), а свидания обязательно организуются правительственными брачными агентствами. Он отмечает: «Здесь очень мало того, что не является результатом умышленной и, без сомнения, тщательно продуманной социальной политики».
Доказательством дефицита творчества города-государства для автора служит одержимость его жителей покупками как видом досуга, однообразие торгового ассортимента и цен, а также ещё одна их страсть — склонность хорошо поесть (хотя, по мнению автора, разнообразной еды всё же хватает, он даже отмечает: «Будет о чём рассказать дома»). Далее он снова возвращается к теме умеренной бледности Сингапура, описывает пугающую чистоту окружающей среды и самоконтроль населения, которое держится строго в рамках закона. Освещая технологические достижения Сингапура и его стремление к строительству информационной экономики, Гибсон одновременно выражает сомнения в том, что сингапурцам хватит гибкости, учитывая их самоконтролируемую и консервативную природу, чтобы соответствовать требованиям будущего века массовой цифровой культуры — «в диком киберпространстве без цензуры». «Возможно, — рассуждает он, — судьба Сингапура — стать не более чем аккуратным, подобным Швейцарии анклавом, в котором царят порядок и богатство в море причудливой вычурности будущего».

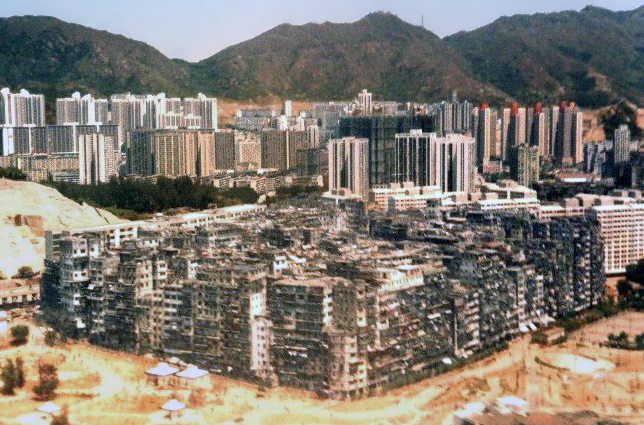
Фото коулунских трущоб, которые Гибсон противопоставляет Сингапуру. Снято из самолёта в 1989 году

Ближе к концу статьи Гибсон кратко рассказывает о двух случаях применения смертной казни сингапурской судебной системой. Он цитирует издание «The Straits Times» по делу Мэта Репина Мамата, малайца, осуждённого на смерть за попытку контрабанды килограмма конопли в город-государство, и продолжает статью описанием дела Йоахана ван Дама, нидерландского инженера, которого ждала та же участь, потому что у него нашли значительное количество героина. Он выражает сомнения в справедливости высшей меры наказания и описывает сингапурцев как истинных носителей нулевой толерантности. После оглашения приговора по делу ван Дама Гибсон решает покинуть страну. «За рекордное время» он выписался из отеля и поймал такси до аэропорта. По дороге туда он обратил внимание на полное отсутствие полиции, однако в аэропорту Чанги полицейских было более чем достаточно. Здесь Гибсон сфотографировал выброшенный скомканный листок бумаги, чем вызвал их гнев. Прилетев в Гонконг, он краем глаза успевает увидеть запланированные к сносу коулунские трущобы в конце посадочной полосы в хаотичном аэропорту Кайтак и размышляет о контрасте с упорядоченным и дезинфицированными городом, оставленным позади. Статья заканчивается словами: «Я расслабил галстук, оставляя воздушное пространство Сингапура».

## Резонанс
В ответ на публикацию статьи правительство Сингапура запретило издание «Wired» в стране. Фраза «Диснейленд со смертной казнью» стала общеизвестной и широкоупотребительной для обозначения сингапурцев, особенно среди оппонентов сингапурского авторитарного метода управления. Имеющему авторитарную и жесткую репутацию городу-государству трудно избавиться от этого ярлыка. «Creative Review» с восторгом приветствовал «знаменитый убийственный комментарий», тогда как помощник редактора «The New York Times» Реймонд Уолтер Эпл выступил в защиту Сингапура в статье 2003 года: «Они вряд ли заслуживали такого болезненно небрежного прозвища». Просматривая статью в 2003 году, Гибсон написал в своем блоге:

Статья в «Wired», возможно, смогла рассказать о теперь уже общеизвестной жуткой вездесущности государства в Сингапуре, однако в ней и близко не удалось передать серость этого города, этот ужасный дух распродаж. Бесконечные торговые центры с кучей магазинов, в которых продаются одни и те же товары, причём это или мусор, от которого у Кейс случился бы анафилактический шок, или унылая имитация местного производства. Вы можете подобрать прикид гораздо симпатичнее, закупаясь исключительно в Хитроу.

Статья «Диснейленд со смертной казнью» была включена в программу по теме «Развитие Сингапура» на курсе «Письмо и критическое мышление» в 2008 году в Национальном университете Сингапура.

## Отзывы

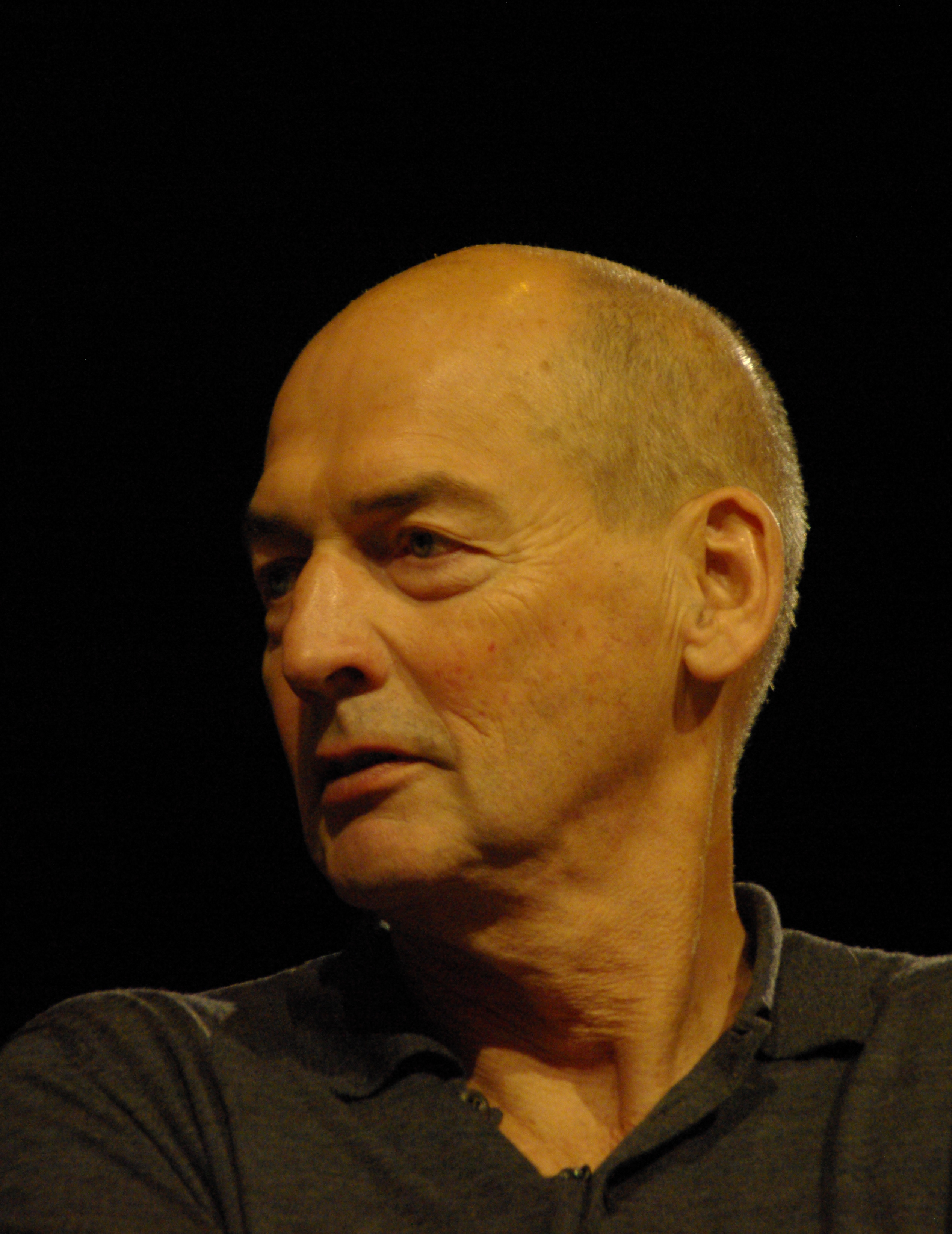
Урбанист и теоретик архитектуры Рем Колхас, который критиковал статью за пренебрежительное отношение к сингапурцам

Статья произвела сильное впечатление на читателей. В газете «The Boston Globe» её охарактеризовали как «острый выпад на технократические методы управления в Сингапуре». Публикацию советовал постмодернистский политический географ Эдвард Сойя как «замечательный тур по городскому киберпространству» города-государства. Журналист Стивен Пул назвал её «полным ужаса отчётом» и заверил, что автор «презирает корпоративный большой бизнес» и является «чемпионом по углублению в местные дела». В рецензии на роман Гибсона «Нулевая история» для «The Observer» Джеймс Прудон отметил «Диснейленд» как одну из самых высоких точек творчества Гибсона: «Это остроумное, проницательное подобие репортажа, что свидетельствует также о публицистическом таланте, даре провидения, который сделал его гуру цифровой эры».
Философ и автор книг о современных технологиях Питер Ладлоу рассматривал статью как атаку на город, и считает иронией тот факт, что настоящий Диснейленд находится в Калифорнии, штате, где «уголовный кодекс включает смертную казнь». Урбанистический теоретик Мартен Делбек отметил, что, согласно Гибсону, в безындивидуальном характере города-государства виновен компьютеризированный контроль, — утверждение, которое Делбек назвал «традиционным, почти старомодным замечанием против технократии». В 2004 году Пол Ро в своей статье прокомментировал: «Надо отдать автору должное за его способность схватить дух времени в таком контексте, как здесь, однако журналистский репортаж Гибсона неустранимо грубый». Также он процитировал Джона Филипса, британского учёного, живущего в Сингапуре, который утверждал, что Гибсон «не смог как следует сформулировать свою критику».
В книге «S,M,L,XL» урбанист и теоретик архитектуры Рем Колхас обратил внимание на язвительный, иронический тон оригинальной статьи и осудил взгляд автора как типичную реакцию «мёртвых родителей, которые убиваются из-за беспорядочного использования их наследия детьми». Колхас утверждал, что такая реакция, как у Гибсона, подразумевает, что положительное наследие современности может быть разумно использовано только представителями западной цивилизации и попытки, подобные сингапурской, усвоить «новинки» современного мира без понимания его истории будут давать только искажения.
Сингапурец Тан Вен Хон, в свою очередь, написал критический ответ как Гибсону, так и Колхасу.